# Erhard Nowak
Erhard Nowak (* 7. Juni 1935 in Marienbad) ist ein deutscher Chorleiter, Komponist, Musikschriftsteller. Er war Musiklehrer am Rhön-Gymnasium Bad Neustadt und weiteren Schulen in Bad Neustadt an der Saale.

## Auszeichnungen
- Bundesverdienstkreuz am Bande (1997)
- Sudetendeutscher Kulturpreis für Musik (2003)
- Justus-Schneider-Medaille (Kulturpreis des Rhönklubs)
- Großer Ehrenteller des bayerischen Ministerpräsidenten
- Ehrenurkunde des bayerischen Volkshochschulverbandes
- Goldene Stimmgabel des Sängerkreises Schweinfurt

## Werke (Kompositionen, Auswahl)
- Missa in Blues (für gemischten Chor, Solisten, Orgel)
- Missa Nova Civitas (für drei Frauenstimmen und Klavier)
- Konzert für Violine und Streichorchester
- Lasst uns gute Freunde werden ..., Obernzell 2008.
- Lob des Frankenweins, Obernzell 2008.
- Heitere Naturpoesie, Hammelburg 2007.
- Stimmt an das Gloria!, Hammelburg 2006.
- Präludium und Fuge in Jazz für Orgel, Salzgitter 2004.
- Frühlingsklänge, Berlin 2003.
- Zum Advent (nach einem russischen Neujahrslied), Bruchsal 2001.
- Kreuzberglied (3-st. Frauenchor), Hammelburg 1999.
- Zwei Weihnachtslieder aus Böhmen, Hammelburg 1992.
- Frühling ist’s (Text: Leo Weismantel) Hammelburg 1989.

## Werke (Literatur)
- Bedeutende Bad Neustädter, Bad Neustadt 1998.